# 食糧緊急措置令事件
食糧緊急措置令事件（しょくりょうきんきゅうそちれいじけん）とは主要食糧の強制的供出に反対する言動に刑事罰を科す食糧緊急措置令が日本国憲法第21条の規定する表現の自由に違反するかが問われた事件。

## 概要
敗戦直後の日本では食糧難の時代に政府が戦時下の食糧管理法に基づく食糧緊急措置令によって主要食糧の強制的供出を行っていた。
日本農民組合北海道連合会常任書記Xは1946年11月5日に開かれた農民大会において「百姓は今までだまされてきたのだから供出の必要も糞もない」「供出米も月割供出にして政府は再生産必需物資をよこさぬかぎり、米は出さぬようにしようではないか」等の発言を行った。Xの言動が食糧緊急措置令第11条の禁ずる「主要食料ノ政府ニ対スル売渡ヲ為サザルコト」の煽動に該当するとして起訴された。下級審でXは懲役6か月の有罪判決を受け、最高裁判所に上告した。
1949年5月18日に最高裁は「新憲法の保障する表現の自由は立法によっても妄りに制限されないものである。しかしながら国民はまた、新憲法が国民に保障する基本的人権を濫用してはならないのであって、常に公共の福祉のためにこれを利用する責任を負う。それ故、新憲法における言論の自由といえども、国民の無制約な恣意のままに許されるものではなく、常に公共の福祉によって調整されなければならないのである。国民が政府の政策を批判し、その失政を攻撃することは、その方法が公安を害せざる限り、言論その他一切の表現の自由に属するであろう。しかしながら、源今における貧困なる食糧事情の下に主要食料の政府に対する売渡に関し、これを為さざることを煽動するが如きは、政府の政策を批判し、その失政を攻撃するに止るものではなく、国民として負担する法律上の重要な義務の不履行を慫慂し、公共の福祉を害するものであり、社会生活において道義的に責むべきものであるから、これを犯罪として処罰する法規は新憲法第21条の条規に反するものではない」として上告を棄却した。

## 関連書籍
- 西村裕三『判例で学ぶ日本国憲法　[第二版]』有信堂、2016年。ISBN 978-4842010731。
- 高橋和之、長谷部恭男、石川健治『憲法判例百選Ⅱ 第5版』有斐閣、2007年。ISBN 9784641114876。
- 芦部信喜、高橋和之『憲法判例百選Ⅰ（第二版）』有斐閣、1988年。ISBN 9784641014961。